# Rogglfing (Wurmannsquick)
Rogglfing ist ein Gemeindeteil des Marktes Wurmannsquick im niederbayerischen Landkreis Rottal-Inn. Bis zum 31. Dezember 1971 war Rogglfing eine selbstständige Gemeinde.

## Lage
Das Pfarrdorf mit etwa 400 Einwohnern liegt in 450 Metern Höhe in einem kleinen Kessel des südlichen Höhenrückens von Eggenfelden etwa drei Kilometer östlich von Wurmannsquick. Er umfasst neben dem Ortskern noch zahlreiche Einzelgehöfte und drei Siedlungsgebiete.

## Geschichte
Rocholfing wurde bereits in den Jahren 1140 bis 1220 in klösterlichen Urkunden erwähnt. Rogglfing, ursprünglich eine Filiale der Pfarrei Hirschhorn, wurde 1527 Pfarrei und dem Kollegiatstift Altötting inkorporiert. Dessen Pfarrvikare verwalteten die Seelsorgestelle, bis sie im Jahr 1803 selbstständige Pfarrei wurde.
Bis ins 19. Jahrhundert zählte die Obmannschaft und spätere Gemeinde Rogglfing 14 Weiler und Einöden. Die Einwohnerzahl betrug 1878: 120 und 1904: 164 Personen. Am 23. August 1885 erfolgte die Gründung der Freiwilligen Feuerwehr Rogglfing. Ein Schulhaus baute man 1908, das 1925 56 Schulkinder besuchten.
Im Zuge der Gebietsreform in Bayern gliederte man das Gebiet der Gemeinde am 1. Januar 1972 teilweise nach Wurmannsquick, teilweise in den Markt Tann ein. Bald darauf schloss auch die Rogglfinger Schule, in die 1997 ein Kindergarten und eine Bankfiliale eingebaut wurden.

## Sehenswürdigkeiten
Um 1450 bis 1500 entstand die spätgotische Pfarrkirche Maria Himmelfahrt. Das Langhaus der Kirche wurde 1884 nach Westen verlängert. 1970 bis 1972 erhielt die Pfarrkirche eine moderne Ausstattung durch Joseph Neustifter aus Eggenfelden. Sie besitzt ein Netzrippengewölbe, eine bedeutende spätgotische Madonna mit Kind im Strahlenkranz um 1470/80 sowie gotische Beschläge an der Sakristeitür.
Die Kirche zeichnet sich besonders aus durch eine künstlerische Neugestaltung des Altarraumes und der beiden Seitenaltäre durch den Bildhauer Franz Hämmerle, Windach bei Landsberg/Lech. Im Mittelpunkt des Altarraumes steht für eine Madonna mit Kind ein aus Symbolen der Lauretanischen Litanei geschnitzter Thron.

## Vereine
- Altenbund Rogglfing
- Arbeitskreis Dorferneuerung Rogglfing
- Freiwillige Feuerwehr Rogglfing
- Kath. Frauenbund Rogglfing
- Kath. Landjugend Rogglfing
- KSK Rogglfing
- Marianische Männerkongregation Rogglfing